# Jadérko

Schéma buněčného jádra v interfázi (mimo buněčné dělení), kdy je viditelné jadérko

Jadérko (nucleolus) je malá vnitřní část buněčného jádra kulovitého tvaru, která obsahuje velké množství ribozomální RNA (rRNA). Vyskytuje se ve většině eukaryotických buněk.

## Stavba
Jadérko je tvořeno satelitní DNA akrocentrických chromozomů. Jadérek bývá v typickém případě v jedné buňce jen několik, ale například v oocytech dochází k jejich namnožení do obrovských počtů, aby bylo později vajíčko schopné vyrobit dostatečné množství ribozomů. Maximální počet jadérek v buňce je však určen počtem akrocentrických chromozomů. Jadérko není od zbylé karyoplazmy odděleno žádnou membránou. Je pozorovatelné jen v určité fázi buněčného cyklu, konkrétně v interfázi (mimo buněčné dělení). Během mitózy (již na začátku mitózy v profázi) se totiž jadérko rozpouští a přestává být patrné.
Struktura jadérka je sice proměnlivá, ale dají se vystopovat jisté společné znaky. Jadérko obsahuje několik tzv. fibrilárních center. Uvnitř nich je přítomen řetězec DNA a z něj přepisovaná vlákna pre-rRNA. Fibrilární centrum je obklopeno hustou sítí vláken, mezi nimiž je také množství malých RNA molekul schopných upravovat vznikající rRNA molekuly (pracují téměř jako gRNA). Směrem ven od husté sítě vláken je ještě granulární složka, která již obsahuje hotové ribozomy.
V mnoha druzích buněk se uvnitř jadérka nachází ještě menší, obtížně barvitelná, dynamická kulovitá struktura, tzv. nucleolinus. Přestože byla objevena před více než 150 lety, není přesně známa její funkce. Z posledních studií na vaječných buňkách živočichů však vyplývá, že úzce souvisí s přípravou dělicího meiotického aparátu po aktivaci oocytu.

## Funkce
Jadérko se v jádře vytváří kolem genů pro ribozomální RNA. Tyto geny jsou tak v jadérku transkribovány a následně se v jadérku zabudovávají do nově vznikajících ribozomů. Poté jsou jadernými póry transportovány ven do cytoplazmy.

## Lidské jadérko
Lidské jadérko je tvořeno akrocentrickými chromozomy 13, 14, 15, 21, 22.